# Fas - Ite, Maledicti, in Ignem Aeternum
Fas - Ite, Maledicti, in Ignem Aeternum – czwarty studyjny album francuskiej grupy muzycznej Deathspell Omega. W tłumaczeniu na język polski, tytuł oznacza Boże Prawo - Odejdź ode mnie, przeklęty, do wiecznego ognia!. Tytuł ten wziął się od tłumaczenia łacińskiej biblii, a dokładniej miejsca Mateusz 25:41, gdzie napisano: discedite a me maledicti in ignem æternum, które zazwyczaj cytuje się "ite maledicti in ignem aeternum".

## Lista utworów
1. "Obombration" – 4:48
2. "The Shrine of Mad Laughter" – 10:37
3. "Bread of Bitterness" – 7:49
4. "The Repellent Scars of Abandon and Election" – 11:40
5. "A Chore for the Lost" – 9:15
6. "Obombration" – 2:07